# NGC 82
NGC 82 è una stella di magnitudine apparente 14,6 situata nella costellazione di Andromeda.
 
La stella è stata descritta il 23 ottobre 1884 dall'astronomo francese Guillaume Bigourdan.